# أندريا روزا
أندريا روزا دي أندرادي (ولدت في 8 يوليو 1984)، والمعروفة باسم أندريا روزا، "روزا" تميزها عن زميلتها في المنتخب البرازيلي الدولي أندريا سونتاكي، والتي تُعرف عادةً باسم أندريا. هي لاعبة كرة القدم البرازيلية تلعب مدافعة مع منتخب البرازيل للسيدات ونادي أفالدسنيس النرويجي توبسيرين.

## نشاتها
ولدت في 08 يوليو 1984 في ساو بيدرو دو تورفو، ساو باولو، البرازيل. أندريا روزا هي معلمة تربية بدنية مؤهلة و مسيحية إنجيلية.

## مسيرتها مع النادي
في وقت استدعائها لدورة الألعاب الأولمبية 2008، كانت أندريا روزا قد لعبت في 181 مباراة مع  السكك الحديدية. في تلك المباريات سجلت 42 هدفًا من مركزها قلب الدفاع وتم طردها مرة واحدة فقط. في عام 2007، تم إعارتها إلى سآد في بطولة كأس البرازيل لكرة القدم النسائية، والتي لم تدخلها فيروفياريا. في صيف عام 2013 انضمت أندريا روزا إلى النادي النرويجي الطموح  أفالدسنيس، حيث انضمت إلى مواطنتيها روزانا وديبينيا.

## مسيرتها الدولية
في نوفمبر 2006، شاركت أندريا روزا لأول مرة على المستوى الدولي في مباراة منتخب البرازيل لكرة القدم للسيدات في بطولة أمريكا الجنوبية لكرة القدم للسيدات التي فاز فيها منتخب منتخب بوليفيا لكرة القدم للسيدات بنتيجة 6-1 على ملعب ملعب خوسيه ماريا مينيلا في مار ديل بلاتا. في يوليو 2008، اصطدمت بعنف مع آبي وامباك خلال الشوط الأول من مباراة ودية في سان دييغو. أصيبت وامباك بكسر في قصبة الساق، مما استدعى إدخال قضيب من التيتانيوم في ساقها اليسرى.
انضمت أندريا روزا إلى تشكيلة البرازيل المكونة من 18 لاعبة للمشاركة في  منافسات كرة القدم للسيدات ضمن دورة الألعاب الأولمبية الصيفية 2008 في بكين، شاركت أساسيةً في أول مباراة للمنتخب البرازيلي، والتي انتهت بالتعادل السلبي مع منتخب ألمانيا لكرة القدم للسيدات في ملعب مركز شنيانغ الأولمبي الرياضي. ورغم أنها لم تشارك في البطولة بعد ذلك، إلا أنها فازت بالميدالية الفضية عندما خسرت البرازيل المباراة النهائية بنتيجة 1-0 بعد الوقت الإضافي أمام منتخب الولايات المتحدة لكرة القدم للسيدات. لم تنضم إلى تشكيلة البرازيل في كأس العالم للسيدات في كل من كأس العالم للسيدات 2007 وكأس العالم للسيدات 2011.
في أكتوبر 2017 كان أندريا روزا واحدًا من خمسة لاعبات برازيليات اعتزلن اللعب الدولي بسبب استيائهم من الأجور والظروف، وإقالة الاتحاد البرازيلي لكرة القدم للمدرب إميلي ليما.